# ان وینترز
ان وینترز (به انگلیسی: Anne Christine Winters، متولد ۳ ژوئن ۱۹۹۴)، بازیگر و خواننده آمریکایی است. وینترز بیشتر برای بازی در نقش کلوئی رایس در سریال ۱۳ دلیل برای اینکه از شبکه نت‌فلیکس شناخته می‌شود. ستمگر و مامان و بابا از دیگر آثار هستند که وینترز در آن‌ها ایفای نقش کرده‌است.